# Kucziczino
Kucziczino lub Kučičino (maced. Кучичино) – wieś we wschodniej Macedonii Północnej, w gminie Czeszinowo-Obleszewo, niedaleko miasta Koczani.